# 铜山湖水怪
铜山湖水怪又称泌阳龙，是指出没于中国河南驻马店铜山湖的神秘生物。

## 历史
铜山湖水怪首次记录于1980年，之后时常有所目击。当地政府认为铜山湖水怪可能是投放鱼苗时夹杂的扬子鳄，亦有可能是中华鲟或其它投放饲养的大型鱼类，一些目击者所遇见的巨大黑色阴影可能是庞大的鱼群。

### 目击
1980年9月夜，铜山湖库区职工马海立驾驶船只时遭遇一只4~5米、身如蛇、头大如牛首、有二角与爪，鳞片呈灰色。此次目击通常被认为是铜山湖水怪的首次目击。
1992年8月9日，多名垂钓者目击水怪。据目击者描述，水怪体型庞大、有爪、嘴部如簸箕般大小。
1995年8月5日，数名政府部门干部于泌阳考察学习时近距离目击铜山湖中一黑色动物在船只附近游动。
2001年5月3日，超过100名目击者看见一黑色动物于湖中游动，共持续约10分钟。
2006年，有目击者报告水怪出没。
2007年5月29日，多名目击者看见一只黑色水怪于湖中游动，据其中一名目击者陈忠玉目测，水怪可能超过100米长。